# Cyclobenzaprine
Cyclobenzaprine, được bán dưới tên thương hiệu Flexeril và các thương hiệu khác, là một loại thuốc dùng để trị co thắt cơ từ các tình trạng cơ xương khớp khởi phát đột ngột. Nó không hữu ích trong bại não. Nó được uống qua miệng. Sử dụng không được khuyến cáo trong hơn một vài tuần.
Các tác dụng phụ thường gặp bao gồm đau đầu, cảm thấy mệt mỏi, chóng mặt và khô miệng. Tác dụng phụ nghiêm trọng có thể bao gồm nhịp tim không đều. Không có bằng chứng về tác hại trong thai kỳ, nhưng nó chưa được nghiên cứu kỹ trong nhóm này. Nó không nên được sử dụng với một chất ức chế MAO. Cách thức hoạt động của chất này là không rõ ràng.
Cyclobenzaprine đã được phê duyệt cho sử dụng y tế tại Hoa Kỳ vào năm 1977. Nó có sẵn như là một loại thuốc gốc. Tại Hoa Kỳ, chi phí bán buôn cho mỗi liều ít hơn 0,05 đô la Mỹ vào năm 2018. Năm 2016, đây là loại thuốc được kê đơn nhiều thứ 46 tại Hoa Kỳ, với hơn 16 triệu đơn thuốc. Chất này không có sẵn ở Vương quốc Anh vào năm 2012.

## Sử dụng y tế
Cyclobenzaprine được sử dụng để điều trị co thắt cơ, kết hợp với vật lý trị liệu, xảy ra do tình trạng cơ xương khớp cấp tính. Sau khi duy trì chấn thương, co thắt cơ đau có thể xảy ra để ổn định phần cơ thể bị ảnh hưởng và ngăn ngừa thiệt hại thêm. Cyclobenzaprine được sử dụng để điều trị co thắt cơ như vậy liên quan đến tình trạng cơ xương khớp cấp tính gây đau đớn. Nó giảm đau trong hai tuần đầu tiên, đạt đỉnh trong vài ngày đầu, nhưng không có lợi ích đã được chứng minh sau hai tuần. Vì không có lợi ích nào được chứng minh ngoài thời gian đó, không nên tiếp tục điều trị thuốc này lâu dài. Nó là thuốc giãn cơ được nghiên cứu nhiều nhất. Nó không hữu ích cho co cứng cơ do các tình trạng thần kinh như bại não.